# Cristina Fernández Cubas
Pour les articles homonymes, voir Fernández et Cubas.
Cristina Fernández Cubas, née en 1945 à Arenys de Mar (province de Barcelone, Espagne), est une écrivaine et journaliste espagnole.
Elle a été décrite comme « l'un des écrivains les plus importants ayant commencé à publier depuis la fin de la dictature franquiste » et a été créditée « d'avoir joué un rôle majeur dans la renaissance du genre de la nouvelle en Espagne ».

## Biographie
Fernández Cubas étudie le droit et le journalisme à l'université de Barcelone, où elle rencontre l'écrivain Carlos Trías Sagnier (es), avec lequel elle se marie. Le couple voyage beaucoup et s'installe dans de nombreux endroits différents, notamment au Caire, à Lima, à Buenos Aires, à Paris et à Berlin.
En plus de romans et de nouvelles, elle a également écrit une pièce de théâtre, Hermanas de sangre (1998), des mémoires, Cosas que ya no existen (2001), ouvrage qui remporte le prix NH Hoteles de la nouvelle en 2001, et une biographie d'Emilia Pardo Bazán (2001).
Elle remporte en 2016 le prix national de littérature narrative pour La habitación de Nona.

## Œuvre
Nouvelles
- Mi hermana Elba (Ma sœur Elba), Tusquets Editores, 1980
- Los altillos de Brumal (Les greniers de Brumal), Tusquets Editores, 1983
- El ángulo del horror (L'angle de l'horreur), Tusquets Editores, 1990
- Con Ágatha en Estambul (Avec Agatha à Istanbul), Tusquets Editores, 1994
- Parientes pobres del diablo (Les parents pauvres du Diable), Tusquets Editores, 2006
- Todos los cuentos (Tous les contes), Tusquets Editores, 2008
- La habitación de Nona (La chambre de Nona), nouvelle, Tusquets Editores, 2015

Romans
- El año de Gracia (L'Année de grâce), Tusquets Editores, 1985
- El columpio (La balançoire), roman, Tusquets Editores, 1995
- La puerta entreabierta (La porte entrouverte), sous le pseudonyme de Fernanda Kubbs[4], Tusquets Editores, 2013